# Alboka

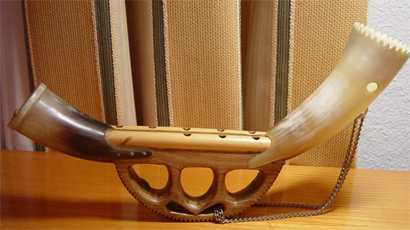
Alboka tradicional vasca.

El alboka es un instrumento de viento tradicionalmente popular en Europa cuyo uso en la actualidad se ha reducido casi exclusivamente al País Vasco. Puede estar formado por dos cuernos de novillo de entre 2 y 3 años, el cuerpo de madera y dos tubos que pueden ser de diversos materiales (en la versión vizcaína) o por un solo cuerno o “adar handi” y cuerpo y boca de madera en una sola pieza y los dos tubos (versión guipuzcoana). Por último, dispone de dos fitak de lengüeta simple de caña, que se encargan de crear el sonido.
Su sonido es similar al de la gaita y, al igual que ella, el sonido no es interrumpido. El método utilizado para tocar es el de la insuflación continua y para ello se utiliza la respiración circular, con esta técnica se consigue respirar sin dejar de tocar.

## Significado del nombre "Alboka"
El nombre de Alboka procede del término árabe al-buk (trompeta) y fue un instrumento muy popular tanto en Europa, África y parte de Asia. Es difícil saber cuándo se introdujo el instrumento en el País Vasco pero los primeros documentos hacen referencia al año 1443 (en Mondragón, Guipúzcoa).

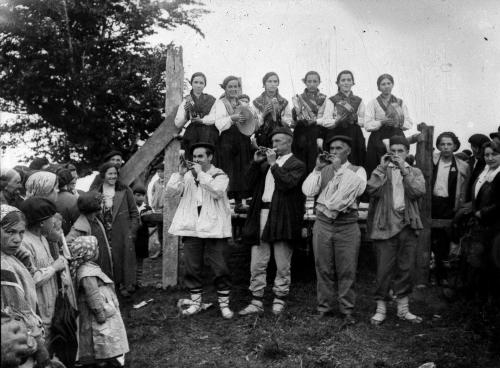
Albokalaris en Ceánuri.
Fotografía: Indalecio Ojanguren